# Зосима Прокопович
Епископ Зосима Прокопович — епископ Киевской митрополии в юрисдикции Константинопольского патриархата, епископ Черниговский и Новгород-Северский.

## Биография
В 1631 году упоминается иеромонахом Киевского Михайлова монастыря, затем настоятелем Черниговского Елецкого Успенского монастыря.
В 1648 году хиротонисан во епископа Черниговского.
Он был первым архипастырем освобождённой от униатов епархии. В сложной, напряжённой обстановке протекала деятельность преосвященного Зосимы. На каждом шагу он встречал противодействия, неприятности и притеснения. Он даже не имел средств к существованию и вынужден был оставаться в Киеве в звании блюстителя Антониевых пещер, чтобы получать пособие от лавры.
Характерной особенностью преосвященного Зосимы было почитание памяти усопших. В Елецком монастыре он занимался составлением «Елецкого синодика», собранного от «давняго тоея обители поминника».
Скончался в 1656 году.